# Hydractinia guangxiensis
Hydractinia guangxiensis is een hydroïdpoliepensoort uit de familie van de Hydractiniidae. De wetenschappelijke naam van de soort is voor het eerst geldig gepubliceerd in 2010 door Huang, Li & Zhang.